# Punathil Kunjabdulla
Punathil Kunjabdulla (Vatakara, Kerala, 1940. április 3. – Kozsíkóde, Kerala, 2017. október 27.) Kerala államból származó indiai író, orvos. A malajálam nyelvű irodalom egyik legjelentősebb modernista alkotója, valamint az avantgárd egyik legkiválóbb gyakorlója. Életműve során több mint 45 könyvet írt, köztük 7 regényt, 15 novella-összeállítást, memoárokat, egy önéletrajzot és útirajzokat. Fő műve, a Smarakasilakal (angolul: Memorial Stones) c. regénye elnyerte a Sahitya és Kerala Sahitya Akademi Award-ot.

## Élete
Vatakara-ban született Mammu és Saina gyermekeként. Később bölcsészettudományi diplomát szerzett a Thalassery-i Brennen College-on, ahol tovább kívánta folytatni tanulmányait a mesterfokozatért. Erről a későbbi kritikus, M. N. Vijayan beszélte le, mondván „nem kell mesterdiplomát szerezned, hogy író lehess; egyedül a betűket kell ismerned”. A tanácsot megfogadva az Aligarh Muzulmán Egyetemre ment és orvostudományt tanult. Orvosként 1970-től 1973-ig az állami szektorban, majd 1974-től 76-ig Vatakara-ban dolgozott. később feleségül vette Haleema-t, akitől három gyermeke született: Naseema, Dr. Nawab és Azad. Élete végén magányosan élt egy bérelt lakásban Kozsíkódében. 
Utolsó éveiben különböző betegségekben szenvedett, majd 2017. október 27-én, 77 éves korában elhunyt a kozsíkódei Baby Memorial kórházban.

## Díjak
- Kendra Sahitya Akademi Award (Malayalam) (1980) – Smarakasilakal c. művéért
- Kerala Sahitya Akademi Award for Novel (1978) – Smarakasilakal[6]
- Kerala Sahitya Akademi Award for Story (1980) – for Malamukalile Abdulla c. művéért[7]
- Kerala Sahitya Akademi Award for Travelogue (2001) – Volgayil Manju Peyyumbol c. művéért
- Kerala Sahitya Akademi Fellowship (2010)[8]
- Muttathu Varkey Award (1999)[9]
- Vishwadeepam Award – Marunnu c. művéért

## Válogatott munkái

### Regények
- Smarakasilakal (DC Books, 1977)
- Marunnu (DC Books)
- Paralokam (DC Books)
- Punathilinte Novellakal (DC Books)
- Kanyavanangal (DC Books)
- Navagrahangulude Thadavara (with Sethu) (DC Books)
- Agnikinavukal (DC Books)
- Ammaye Kaanan (Children's novel, Mathrubhumi Books)[10]

### Novellák
- Aligarh Kathakal (Mathrubhumi Books, 2012)[11]
- Ente Priyapetta Kathakal (DC Books)
- Kshethravilakkukal (Mathrubhumi Books)[12]
- Kure Sthreekal (Mathrubhumi Books)
- Malamukalile Abdulla (Mathrubhumi Books, 1974)[13]
- Marichupoya Ente Appanammamarkku (Poorna Publications, 1997)
- Neelaniramulla Thottam
- Pranaya Kathakal (Mathrubhumi Books)[14]
- Punathilinte 101 Kathakal
- Ente Kamukimarum Mattu Kathakalum
- Kathi (Mathrubhumi Books)[15]

### Egyéb könyvek
- Atmaviswasam Valiya Marunnu (meoárok és esszék, Mathrubhumi Books)[16]
- Kaippunyam Athava Chila Adukkalakkaryangal (szakácskönyv, Mathrubhumi Books)[17]
- Nashtajaathakam (önéletrajz, DC Books)
- Puthiya Marunnum Pazhaya Manthravum (memoárok, Mathrubhumi Books)[18]
- Randaam Chemmeen (memoárok, Manorama Books, 2012)
- Volgayil Manju Peyyumbol (útirajz, Mathrubhumi Books)[19]

## Fordítás
- Ez a szócikk részben vagy egészben  a   Punathil Kunjabdulla című angol Wikipédia-szócikk ezen változatának fordításán alapul.  Az eredeti cikk szerkesztőit annak laptörténete sorolja fel. Ez a jelzés csupán a megfogalmazás eredetét és a szerzői jogokat jelzi, nem szolgál a cikkben szereplő információk forrásmegjelöléseként.